# Valea bântuită
Valea bântuită (1893) (titlu original Can Such Things Be?) este un volum de povestiri al scriitorului american Ambrose Bierce. Cartea a fost reeditată în 1910 cu un conținut care diferă semnificativ de prima ediție.
Întrebat odată de patronul său, William Randolph Hearst - avid colecționar de statui, opere de artă, cărți, tapiserii și bunuri imobiliare - ce colecționează, Bierce a răspuns: „Colecționez cuvinte. Și idei. Le păstrez, la fel ca dumneavoastră, dar în depozitul minții mele. Le pot scoate de acolo ca să le arăt într-o clipă. Sunt portabile, domnule Hearst, și nu consider că e cazul să le expun pe toate deodată.”

## Ediția din 1893
Prima ediție a volumului cuprindea 21 de povestiri.
- The Difficulty of Crossing a Field
- An Unfinished Race
- Charles Ashmore's Trail
- The Death of Halpin Frayser
- The Famous Gilson Bequest
- The Secret of Macarger's Gulch
- A Psychological Shipwreck
- John Bartine's Watch
- The Realm of the Unreal
- A Baby Tramp
- A Fruitless Assignment
- The Thing at Nolan
- That of Granny Magone
- A Light Sleeper
- The Mystery of John Farquharson
- Dead and "Gone"
- A Cold Night
- A Creature of Habit
- An Occurrence at Brownville
- "The Isle of Pines"
- The Night-Doings at "Deadman's"

## Ediția din 1910
Această ediție fost publicată în 1910 cadrul seriei de 12 volume The Collected Works of Ambrose Bierce. Science-Fiction: The Early Years or The Guide to Supernatural Fiction al lui Bleiler precizează anul 1909, dar e posibil ca acest an să reprezinte data cumpărării drepturilor de publicare de către editură.
Noua ediție elimină 9 povestiri din precedenta și adaugă alte 30. În ciuda acestei diferențe majore, The Encyclopedia of Science Fiction o consideră o versiune extinsă a ediției din 1893. Noua versiune conținea 42 de povestiri, dar unele reeditări ulterioare le-au eliminat pe ultimele 18. Traducerea românească are la bază aceste ediții prescurtate.
| - The Death of Halpin Frayser (Moartea lui Halpin Frayser) - The Secret of Macarger's Gulch (Secretul din Trecătoarea Macarger) - One Summer Night (Noapte de vară) - The Moonlit Road (Drum sub clar de lună) - A Diagnosis of Death (Constatare de deces) - Moxon's Master (Stăpânul lui Moxon) - A Tough Tussle (O încăierare pe cinste) - One of Twins (Unul din gemeni) - The Haunted Valley (Valea bântuită) - A Jug of Sirup (Clondirul cu sirop) - Staley Fleming's Hallucination (Halucinațiile lui Stanley Fleming) - A Resumed Identity (Identitate furată) - A Baby Tramp (Un copil vagabond) - The Night-Doings at "Deadman's": A Story That Is Untrue (Noaptea la Trecătoarea Mortului) - Beyond the Wall (Dincolo de zid) - A Psychological Shipwreck (O epavă psihologică) - The Middle Toe of the Right Foot (Degetul mare de la piciorul drept) - John Mortonson's Funeral (Funeraliile lui John Mortonson) - The Realm of the Unreal (Pe tărâmul închipuirii) | - John Bartine's Watch: A Story by a Physician (Ceasul lui John Bartine) - The Damned Thing (Blestemăția) - Haïta the Shepherd (Haïta păstorul) - An Inhabitant of Carcosa (Locuitorul din Carcosa) - The Stranger (Străinul) - Present at a Hanging - A Cold Greeting - A Wireless Message - An Arrest - A Man with Two Lives - Three and One Are One - A Baffled Ambuscade - Two Military Executions - The Isle of Pines - A Fruitless Assignment - A Vine on a House - At Old Man Eckert's - The Spook House - The Other Lodgers - The Thing at Nolan - The Difficulty of Crossing a Field - An Unfinished Race - Charles Ashmore's Trail |

## Intriga
Moartea lui Halpin Frayser
- apărută pe 19 decembrie 1891 în The Wave

Un călător se trezește în mijlocul unui enigmatic eveniment supranatural care implică o femeie moartă și soțul ei asasin și care-i va provoca moartea.
Secretul din Trecătoarea Macarger
- apărută pe 25 aprilie 1891 în The Wave

Adăpostindu-se într-o locuință abandonată din Trecătoarea Macarger, un călător visează evenimentele tragice petrecute mai demult în acele locuri. 
Noapte de vară
- apărută în martie 1906 în Cosmopolitan (New York)

Un om aflat în moarte clinică este readus accidental la viață, spre groaza dușmanilor săi.
Drum sub clar de lună
- apărută în ianuarie 1907 în Cosmopolitan (New York), dar unele surse menționează 1894 ca an al primei publicări[5]

Această poveste este relatată din perspectiva fiului căruia i-a murit mama și asistă la ciudata dispariție a tatălui, din perspectiva tatălui care și-a ucis soția și apoi a dispărut când a întâlnit fantoma ei și din perspectiva mamei contactate de un medium. 
Constatare de deces
- apărută pe 8 decembrie 1901 în New York Journal cu titlul "The Diagnosis of Death"

După ce merge la doctor pentru o consultație legată de o nălucă pe care o tot întâlnea, un om este găsit mort, fără a se putea da vreo explicație rațională decesului său.
Stăpânul lui Moxon
- apărută pe 6 aprilie 1899 în San Francisco Examiner

Un inventator creează o mașină inteligentă care, în cele din urmă, se revoltă împotriva sa și îl ucide.
O încăierare pe cinste
- apărută pe 30 septembrie 1888 în San Francisco Examiner

În timp ce făcea de gardă, un ofițer federal găsește cadavrul unui soldat confederat. După ce trăiește un coșmar, ofițerul este descoperit a doua zi de camarazii săi, decedat, ca și cum s-ar fi luptat cu soldatul confederat.
Unul din gemeni
- apărută pe 28 octombrie 1888 în San Francisco Examiner

După ce iubita lui moare otrăvită, un ins se sinucide. Cei din anturajul său nu știau însă că avea un frate geamăn a cărui apariție, după ceva vreme, este interpretată ca o ridicare din morți a decedatului.
Valea bântuită
- apărută în iulie 1871 în Overland Monthly (San Francisco)

Un american își ucide servitorul chinez al cărui fel de-a fi îl enervează la culme. Înainte de a muri, chinezul își ucide, la rândul său, asasinul.
Clondirul cu sirop
- apărută pe 17 decembrie 1893 în San Francisco Examiner

Un client cumpără un clondir cu sirop de la proprietarul unui magazin, deși acesta este mort de multă vreme.
Halucinațiile lui Stanley Fleming
- apărută în martie 1906 în Cosmopolitan (New York)

Halucinația pacientului unui ospiciu, conform căreia un câine uriaș dorea să-l ucidă, devine realitate.
Identitate furată
- apărută în septembrie 1908 în Cosmopolitan (New York) cu titlul "The Man"

Supraviețuitorul unei bătălii din timpul Războiului Civil află că, în realitate, el a murit alături de camarazii săi.
Un copil vagabond
- apărută pe 29 august 1891 în The Wave

Un copil rămas orfan ajunge înapoi în locul în care erau îngropați părinții săi, unde moare.
Noaptea la Trecătoarea Mortului
- apărută în martie 1874 în London Sketch-Book cu titlul "The Strange Night-Doings at Deadman's"

Un chinez decedat se ridică din morți și își ucide fostul stăpân.
Dincolo de zid
- apărută în decembrie 1907 în Cosmopolitan (New York)

Un bărbat întâlnește frecvent stafia unei femei moarte care-i fusese vecină la un han și cu care comunicase prin bătăi în zidul despărțitor.
O epavă psihologică
- apărută pe 24 mai 1879 în Argonaut cu titlul "My Shipwreck"

Prietenul unui bărbat care se pregătea de însurătoare are viziunea naufragiului vasului pe care se afla viitoarea mireasă, viziune care se dovedește reală.
Degetul mare de la piciorul drept
- apărută pe 17 august 1890 în San Francisco Examiner

În urma unui duel dintre două persoane se constată că una dintre acestea nu era reală, ci stafia unui om decedat.
Funeraliile lui John Mortonson
- apărută în martie 1906 în Cosmopolitan (New York)

Funeraliile lui John Mortonson sunt întrerupte de pisica acestuia, care se strecurase în sicriu și îi mutilase oribil chipul.
Pe tărâmul închipuirii
- apărută pe 20 iulie 1890 în San Francisco Examiner

Un om are o serie de experiențe stranii, care se dovedesc a fi rezultatul unei ședințe de hipnotizare.
Ceasul lui John Bartine
- apărută pe 22 ianuarie 1893 în San Francisco Examiner

Un om moștenește un ceas de la o rudă ucisă prin spânzurare. El moare subit la ora la care a decedat ruda sa, prezentând simptome de strangulare cu un ștreang.
Blestemăția
- apărută pe 7 decembrie 1893 în Tales from New York Town Topics și republicată pe 13 septembrie 1896 în San Francisco Examiner

Jurații unui proces încearcă să găsească o explicație rațională pentru moartea provocată unui om de o ființă nenaturală.
Haïta păstorul
- apărută pe 24 ianuarie 1891 în The Wave

Păstorul Haïta duce o viață idilică și întâlnește o femeie care dispare ori de câte ori încearcă să intre în legătură cu ea. El află că aceasta este fericirea, pe care o poate avea doar dacă îi ignoră prezența.
„Locuitorul din Carcosa”
- apărută pe 25 decembrie 1886 în San Francisco News Letter and California Advertiser

Un medium ia legătura cu spiritul unui decedat, care îi povestește despre vizita făcută de el ruinelor așezării Carcosa.
Străinul
- apărută în februarie 1909 în Cosmpolitan (New York) cu titlul "A Stranger"

Un grup de călători aflați în apropiere de Rio Grande întâlnesc un străin care le povestește modul în care patru bărbați (dintre care unul era chiar el) au fost uciși de indienii apași.